# Camargo (Kentucky)
Pour les articles homonymes, voir Camargo.
Camargo est une ville américaine située dans le comté de Montgomery, dans le Kentucky. Selon le recensement de 2020, sa population est de 1 020 habitants.